# Кореляційні мінерали
Мінерали кореляційні (рос. минералы корреляционные, англ. correlated minerals; нім. Korrelationsminerale n pl) — мінерали, характерні для групи гірських порід або відкладів певних горизонтів, які використовуються для встановлення віку геологічного.